# 藤构
藤构（学名：Broussonetia kaempferi var. australis）为桑科构属下的一个变种。